# Scleria hilsenbergii
Scleria hilsenbergii är en halvgräsart som beskrevs av Henry Nicholas Ridley. Scleria hilsenbergii ingår i släktet Scleria och familjen halvgräs. Inga underarter finns listade i Catalogue of Life.